# ジュリアン・アラウージョ
- フリアン・アラウホ

ジュリアン・ビセンテ・アラウージョ・ズニガ（Julián Vicente Araujo Zúñiga, 2001年8月13日 - ）は、アメリカ合衆国・カリフォルニア州ロンポク出身のサッカー選手。AFCボーンマス所属。メキシコ代表。ポジションはディフェンダー。

## クラブ経歴

### LAギャラクシー
ロサンゼルス・ギャラクシーの下部組織で育ったアラウホは、2019年3月にトップチームに昇格し。17日のミネソタ・ユナイテッドFC戦でデビューを果たした。1年目となった2019シーズンはリーグ戦で18試合に出場して1アシストを記録し、在籍していた4年間で公式戦108試合に出場して2ゴール20アシストを記録した。

### バルセロナ
2023年2月1日、エクトル・ベジェリンが抜けたことで純粋な右サイドバックが手薄になっていたFCバルセロナは当初LAギャラクシーと期限付き移籍で合意していたが、直前になって完全移籍に変更されたことで必要な書類の修正とシステムエラーによって移籍市場の締切に18秒遅れた。手続きが遅れたことでFIFAはこの移籍を認めなかったが、バルセロナがFIFAの決定についてスポーツ仲裁裁判所に異議申し立てを行うと、裁判所はバルセロナ側の主張を認めて17日に正式に2026年6月30日までの契約で移籍。当面の間はバルセロナの下部組織であるFCバルセロナBでトレーニングを積むことが発表された。
2023年8月1日、UDラス・パルマスにレンタル移籍した。

### ボーンマス
2024年8月13日、AFCボーンマスに移籍した。契約期間は5年間。

## タイトル

### 代表
U-20アメリカ合衆国代表
- CONCACAF U-20選手権： 2018

### 個人
- MLSオールスター： 2021[8], 2022[9]